# Saserna irrorata
Saserna irrorata là một loài bướm đêm trong họ Noctuidae.